# مركز متابعة حركة دوران الأرض
مركز متابعة حركة دوران الأرض هو مركز مقره في باريس متخصص في دراسة إضافة الثانية الكبيسة للتوقيت العالمي المنسق. ويعلن المركز عن الثانية الكبيسة قبل موعدها بستة أشهر.